# Crystal Lake Memories: The Complete History of Friday the 13th
Crystal Lake Memories: The Complete History of Friday the 13th – wyreżyserowany przez Daniela Farrandsa amerykański film dokumentalny z 2009 roku, zrealizowany z okazji publikacji serii horrorów Piątek, trzynastego na dyskach Blu-ray. W filmie zawarto wywiady z twórcami sagi – reżyserami, scenarzystami i aktorami, jak również z dziennikarzami filmowymi. Narratorem jest aktor Corey Feldman. W projekcie wykorzystano niepublikowane wcześniej materiały archiwalne, zgromadzone w trakcie realizacji kolejnych elementów serii. Dokument trwa w sumie sześć godzin i czterdzieści minut; szczegółowo omawia każdą z dwunastu odsłon cyklu oraz serial telewizyjny, powstały na fali popularności horrorów pod koniec lat 80. Obraz zainspirowany został książką Petera M. Bracke'a o tym samym tytule. Premiera filmu nastąpiła 13 września 2013.

## Obsada
W filmie, we własnej osobie, wystąpiło ponad sto dwadzieścia osób, m.in.: Sean S. Cunningham, Wes Craven, Corey Feldman, Betsy Palmer, Adrienne King, Amy Steel, Harry Manfredini, John Carl Buechler, Kane Hodder, Tom Savini, Alice Cooper, Robert Englund, Dana Kimmell, Monica Keena, Judie Aronson, Kimberly Beck, Melanie Kinnaman, Kevin Spirtas, Danielle Panabaker, Julianna Guill, Ken Kirzinger, Derek Mears, Thom Mathews, Jeannine Taylor, Tom McLoughlin, Victor Miller, Joseph Zito, Lar Park-Lincoln, Lisa Ryder, Jensen Daggett i Ronny Yu.